# Гороховая зерновка
Гороховая зерновка, или гороховик обыкновенный, или гороховик средний (лат. Bruchus pisorum) — вид жуков семейства зерновок.

## Описание
Жуки чёрной окраски с пятнистым рисунком из жёлтых и белых волосков. Длина 4,5-5 мм. Голени задних ног на вершине с внутренней стороны без зубца. Бёдра задних ног с крупным зубцом.

## Биология
Опасный вредитель посевного гороха. Уровень повреждения семян гороха во всем мире колеблется от 10 до 90 %. Самки должны питаться пыльцой цветков гороха, чтобы завершить развитие яичников и производство яиц. Одна самка может отложить от 100 до 700 яиц. Продолжительность развития от откладки яиц до появления имаго составляет 50-80 дней. В год развивается одно поколение. Зимуют на стадии имаго в живых изгородях из кустарников, под корой деревьев, в столбах забора и хозяйственных постройках, прилегающих к гороховым полям. Имаго хорошо летают, могут улетать расстояние до 5 км от места зимовки.

## Распространение
Родиной этого вида является Восточное Средиземноморье или Центральная Азия, в последующем широко распространился по всему миру.